# The Ultimate Collection (Sade)
The Ultimate Collection è un greatest hits del gruppo musicale Sade, pubblicato il 3 maggio 2011 dall'etichetta discografica Sony. È stato promosso dal singolo Love Is Found, inedito pubblicato in anteprima.

## Descrizione
Pubblicato a circa 14 mesi di distanza dall'album Soldier of Love, The Ultimate Collection contiene tutte le canzoni più famose dagli esordi ad oggi e ben 4 inediti (Still In Love With You, Love Is Found, I Would Never Have Guessed e The Moon & The Sky feat. Jay-Z) oltre al remix dei Neptunes di By your side. Sarà pubblicata anche una versione doppio CD più DVD, che raccoglie tutti i video realizzati dal 1984 ad oggi.
Ben undici delle 25 canzoni presenti in The Ultimate Collection non erano incluse nel Best Of pubblicato nel 1994.

## Tracce
CD1
1. Your Love Is King – 3:41
2. Smooth Operator – 4:16
3. Hang On To Your Love – 4:29
4. The Sweetest Taboo – 4:25
5. Is It A Crime – 6:20
6. Never As Good As The First Time – 3:56
7. Jezebel – 5:26
8. Love Is Stronger Than Pride – 4:17
9. Paradise – 3:36
10. Nothing Can Come Between Us – 3:52
11. No Ordinary Love – 7:18
12. Kiss Of Life – 4:10
13. Feel No Pain – 5:08
14. Bullet Proof Soul – 5:25

CD2
1. Cherish the Day – 6:18
2. Pearls – 4:32
3. By Your Side – 4:39
4. Immigrant – 3:47
5. Flow – 4:33
6. King Of Sorrow – 4:45
7. The Sweetest Gift – 2:19
8. Soldier of Love – 5:56
9. The Moon And The Sky – 4:27
10. Babyfather – 4:38
11. Still In Love With You – 4:24
12. Love Is Found – 4:08
13. I Would Never Have Guessed – 2:55
14. The Moon And The Sky (Remix) (feat. Jay-Z) – 4:26
15. By Your Side (Neptunes Remix) – 3:59

The Ultimate Collection può essere acquistato in due versioni:doppio CD (29 tracce totali) oppure doppio CD più DVD (29 tracce totali più 15 videoclip).

## Classifiche mondiali
Pochi giorni prima dell'entrata in classifica degli album ufficiali, The Ultimate Collection raggiunge la 3 posizione nella classifica di ITunes.
| Classifica (2011) | Posizione massima |
| ----------------- | ----------------- |
| Australia         | 37                |
| Austria           | 22                |
| Belgio (Fiandre)  | 8                 |
| Belgio (Vallonia) | 13                |
| Danimarca         | 7                 |
| Finlandia         | 18                |
| Francia           | 23                |
| Germania          | 18                |
| Grecia            | 9                 |
| Irlanda           | 10                |
| Italia            | 10                |
| Norvegia          | 19                |
| Nuova Zelanda     | 21                |
| Paesi Bassi       | 12                |
| Polonia           | 3                 |
| Portogallo        | 24                |
| Regno Unito       | 8                 |
| Repubblica Ceca   | 1                 |
| Spagna            | 14                |
| Stati Uniti       | 7                 |
| Svezia            | 6                 |
| Svizzera          | 11                |
| Ungheria          | 6                 |

### Classifica italiana
| Posizione | 15 | 10 | 13 | 17 | 19 | 22 | 34 | 46 | 48 | 56 | 63 | 74 | 59 | 58 | 54 | 77 | 52 | — | 66 | — |